# تناسب (معماری)

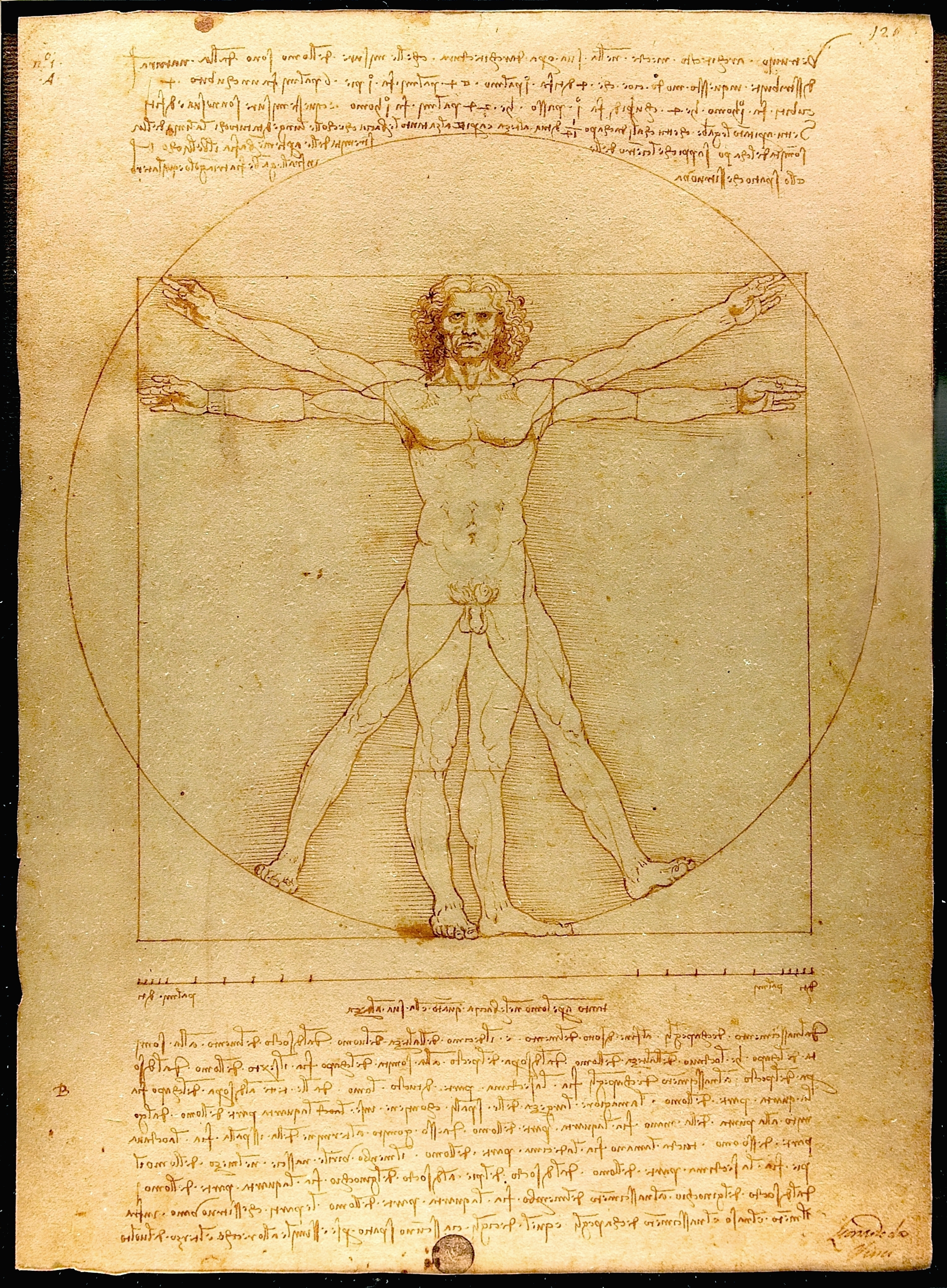
تناسب انسانی تعریف شده توسط لئوناردو دا وینچی

تناسب مربعات

تناسب یکی از مفاهیم اصلی و پایه‌ای معماری است که به رابطهٔ بین اجزا و کلیت یک فضا یا طرح معماری اشاره دارد و منظور از تئوری‌های تناسبات، ایجاد احساس نظم بین اجزاء یک ترکیب بصری است.
در سبک‌های معماری به تناسب اجزا معماری و انسان و فضا توجه بسیاری شده‌است و در هر سبک معماری تغییرات تناسب مفاهیم متفاوتی را بیان می‌کند.
نسبت طلائی بین اجزای ساختمان در معماری‌های متعدد و در زمان‌های متفاوتی در سبک‌های معماری مورد نظر بوده‌است و آثار آن را در معماری ایرانی-اسلامی، معماری مصر باستان، معماری یونان، معماری روم می‌توان دید.

## نسبت طلائی در معماری ایران
برج و میدان آزادی:طول بنا ۶۳ و عرض ان ۴۲ است که ۱/۵=۴۲: ۶۳ و به عدد طلایی نزدیک می‌باشدسبک معماری آن نیزطاق بزرگی است که تلفیقی از سبک هخامنشی و ساسانی و اسلامی است که منحنی آن با الهام از طاق کسری معماری ایران باستان را تداعی می‌نماید.
قلعه دالاهو، کرمانشاه:خطی از استحکامات به طول دو و نیم کیلومتر و عرض چهار متر با قلوه و لاشه سنگ به همراه ملات دیوار گچ را می‌سازد. سرتاسر نمای خارجی این دیوار با مجموعه‌ای از برج‌های نیم دایره‌ای شکل تقویت شده‌است. می‌دانیم۱/۶=۵/۲: ۴ که همان عدد طلایی است.
بیستون از دوره هخامنشی، کرمانشاه:به طول ۵ کیلومتر و عرض ۳ کیلومتراست. اعداد۵و۳هردوجزودنباله فیبوناتچی هستندو۱/۶=۵:۳ و ابعاد برجسته کاری ۱۸ در ۱۰ پاست که قامت "داریوش"۵ پا و ۸ اینچ (۱۷۰ سانتیمتر) بلندی داردکه هر دو اعداد فیبوناتچی هستند.
پل ورسک در مازندران: این پل بر روی رودخانه ورسک در مجاورت سواد کوه بنا شد. بلندی این پل ۱۱۰ متر است وطول قوس آن ۶۶ متر می‌باشد(۱/۶ = ۶۶: ۱۱۰).
مقبره ابن سینا:آرامگاه دروسط تالاری مربع شکل قرارگرفته که پله مدور (مارپیچ فیبوناتچی) و پایه‌های دوازده‌گانه برج را احاطه کرده‌اند. سطح حیاط باسه پله سراسری به ایوان متصل است. ایوان با دری به ارتفاع ۲/۳ متر و عرض ۹/۱ متر به سرسرای آرامگاه متصل است (۶/۱=۹/۱: ۲/۳)در دو طرف سرسرا دو تالار قرار دارد یکی در جنوب که تالار سخنرانی و اجتماعات است؛ و یکی در شمال که کتابخانه آرامگاه است. طول تالار کتابخانه ۴۵/۹ متر وعرض آن ۷۵/۵ متر است(۶/۱=۷۵/۵: ۴۵/۹)
ارگ بم:این بنا ۳۰۰ متر طول و ۲۰۰ متر عرض داشته و از ۲ قسمت تشکیل شده‌است. این دژ ۵ شیوه ساختاری از خشت خام دارد. (۳ و ۲ و ۵ اعداد دنباله فیبوناتچی هستند)
میدان نقش جهان و مسجد شیخ لطف‌الله:در کتب اخیر، نویسنده جیسون الیوت بر این باور است که نسبت طلایی توسط طراحان میدان نقش جهان و در مجاورت مسجد لطف‌الله مورد استفاده قرار گرفته‌است.